# Строєшть (комуна, Сучава)
Строєшть, Строєшті (рум. Stroiești) — комуна у повіті Сучава в Румунії. До складу комуни входять такі села (дані про населення за 2002 рік):
- Вилчелеле (118 осіб)
- Захарешть (860 осіб)
- Строєшть (2566 осіб) — адміністративний центр комуни

Комуна розташована на відстані 353 км на північ від Бухареста, 10 км на захід від Сучави, 121 км на північний захід від Ясс.

## Населення
За даними перепису населення 2002 року у комуні проживали 3544 особи.
Національний склад населення комуни:
| Національність | Кількість осіб | Відсоток |
| -------------- | -------------- | -------- |
| румуни         | 3520           | 99,3%    |
| цигани         | 22             | 0,6%     |
| німці          | 2              | 0,1%     |

Рідною мовою назвали:
| Мова      | Кількість осіб | Відсоток |
| --------- | -------------- | -------- |
| румунська | 3543           | > 99,9%  |
| циганська | 1              | < 0,1%   |

Склад населення комуни за віросповіданням:
| Релігія       | Кількість осіб | Відсоток |
| ------------- | -------------- | -------- |
| православні   | 3440           | 97,1%    |
| адвентисти    | 46             | 1,3%     |
| п'ятдесятники | 25             | 0,7%     |
| римо-католики | 6              | 0,2%     |
| бретрени      | 5              | 0,1%     |

## Зовнішні посилання
- Дані про комуну Строєшть на сайті Ghidul Primăriilor